# Muzala Samukonga
Muzala Samukonga, né le 9 décembre 2002 à Lusaka, est un athlète zambien spécialiste du 400 mètres, titré sur cette distance aux Championnats d'Afrique et aux Jeux du Commonwealth.

## Biographie
Il se classe 5e du 400 m lors des Championnats du monde juniors de 2021 .

### Champion d'Afrique et du Commonwealth du 400 m (2022)
Il se révèle sur la plan international lors de la saison 2022, en rélaisant toutd'abord un nouveau record personnel sur 400 m en 45 s 21, le 22 mai 2022 à Lusaka. Lors des championnats d'Afrique 2022, début juin à Saint-Pierre, il remporte à l'âge de dix-neuf ans la médaille d'or du 400 m et se classe par ailleurs avec ses coéquipiers zambiens deuxième du relais 4 × 400 m, derrière le Botswana.
Présent aux championnats du monde 2022 fin juillet à Eugene, il termine 9e et premier éliminé des demi-finales de l'épreuve du 400 m en établissant un nouveau record personnel en 45 s 02. Quelques semaines plus tard à Birmingham, il devient champion du Commonwealth du 400 m devant l'Anglais Matthew Hudson-Smith et le Barbadien Jonathan Jones, en améliorant de 22/100e de seconde en 44 s 66 le record de Zambie de Samuel Matete.
Le 29 avril 2023 au cours du Botswana Golden Grand Prix à Gaborone, il descend pour la première fois de sa carrière sous les 44 secondes sur 400 m en 43 s 91 et améliore son propre record de Zambie. En juin, il se classe deuxième du meeting des Bislett Games à Oslo, derrière le Sud-africain Wayde van Niekerk, en 44 s 49. Blessé, il renonce aux championnats du monde 2023.

### Double médaillé aux Jeux africains (2024)
En 2024, il remporte deux médailles lors des Jeux africains à Accra au Ghana : l'argent sur 400 m en étant devancé par le Nigérian Chidi Okezie,  et l'or au titre du relais 4 × 400 m dans lequel l'équipe de Zambie, composée par ailleurs de Patrick Nyambe, Kennedy Luchembe et David Mulenga, établit un nouveau record national ainsi qu'un nouveau record de la compétition en 2 min 59 s 12.
Il est nommé porte-drapeau de la délégation zambienne aux Jeux olympiques d'été de 2024 à Paris aux côtés de la boxeuse Margret Tembo.
Le 7 août, il termine 3ème de la finale du 400 m  aux Jeux olympiques d'été de 2024 à Paris et remporte ainsi sa toute première médaille Olympique ainsi que la 3ème médaille de l'histoire de la Zambie. 

## Palmarès
| Date | Compétition                   | Lieu         | Résultat | Épreuve   | Temps         |
| ---- | ----------------------------- | ------------ | -------- | --------- | ------------- |
| 2021 | Championnats du monde juniors | Nairobi      | 5e       | 400 m     | 45 s 89       |
| 2022 | Championnats d'Afrique        | Saint-Pierre | 1er      | 400 m     | 45 s 31       |
| 2022 | Championnats d'Afrique        | Saint-Pierre | 2e       | 4 × 400 m | 3 min 5 s 53  |
| 2022 | Jeux du Commonwealth          | Birmingham   | 1er      | 400 m     | 44 s 66       |
| 2022 | Jeux du Commonwealth          | Birmingham   | 5e       | 4 × 400 m | 3 min 4 s 76  |
| 2024 | Jeux africains                | Accra        | 2e       | 400 m     | 45 s 37       |
| 2024 | Jeux africains                | Accra        | 1er      | 4 × 400 m | 2 min 59 s 12 |
| 2024 | Championnats d'Afrique        | Douala       | 3e       | 4 × 400 m | 3 min 2 s 56  |
| 2024 | Jeux olympiques               | Paris        | 3e       | 400 m     | 43 s 74       |
| 2024 | Jeux olympiques               | Paris        | 8e       | 4 × 400 m | 3 min 2 s 72  |

## Records

### Records personnels
| Épreuve | Temps              | Lieu        | Date        |
| ------- | ------------------ | ----------- | ----------- |
| 200 m   | 20 s 48 (+0.3 m/s) | Lusaka      | 22 mai 2022 |
| 400 m   | 43 s 74 (NR)       | Saint-Denis | 7 août 2024 |

### Meilleures performances par année
| Année | 400 m   |
| ----- | ------- |
| 2020  | 47 s 16 |
| 2021  | 45 s 89 |
| 2022  | 44 s 66 |
| 2023  | 43 s 91 |
| 2024  | 43 s 74 |